# Arctia semifasciata
Arctia semifasciata är en fjärilsart som beskrevs av Statt. 1934. Arctia semifasciata ingår i släktet Arctia och familjen björnspinnare. Inga underarter finns listade i Catalogue of Life.